# Красноградська округа
Красногра́дська окру́га, іноді також Червоногра́дська окру́га — адміністративно-територіальна одиниця УСРР у складі Полтавської губернії. Адміністративний центр — місто Красноград. Займала площу 6 302 квадратні версти з населенням 378 532 особи.

## Історія
Створена 7 березня 1923 року в рамках адміністративно-територіальної реформи в УСРР 1923 року, коли було створено 53 округи в межах чинних губерній УСРР. Утворена з 24 волостей розформованого Красноградського повіту Полтавської губернії, 1 волості Валківського повіту і 3 волостей Зміївського повіту Харківської губернії та 9 волостей Новомосковського повіту Катеринославської губернії. Замість 38 волостей і 172 сільрад створено 11 районів: Великобучківський, Зачепилівський, Карлівський, Кегичівський, Котовський, Красноградський, Машівський, Нехворощанський, Руновщанський, Сахновщинський і Старовірівський — а також 112 сільрад. 
5 січня 1925 до складу Красноградської округи передано Миколо-Комишуватський район Харківської округи Харківської губернії. 31 березня 1925 Закутянська, Ржавська та Миронівська сільради Кегичівського району Красноградської округи було включено до Олексіївського району Харківської округи.
Ліквідована з 15 червня 1925 року у зв'язку з ліквідацією губерень та про переходом на трьохступневу систему управління. Території Нехворощанського, Котовського і Зачепилівського районів розподілено по річці Оріль між Катеринославською та Полтавською округами. До останньої також зараховано Великобучківський, Сахновщинський, Кегичівський (без Верхньоорільської сільради), Красноградський, Карлівський, Машівський, Руновщанський райони.

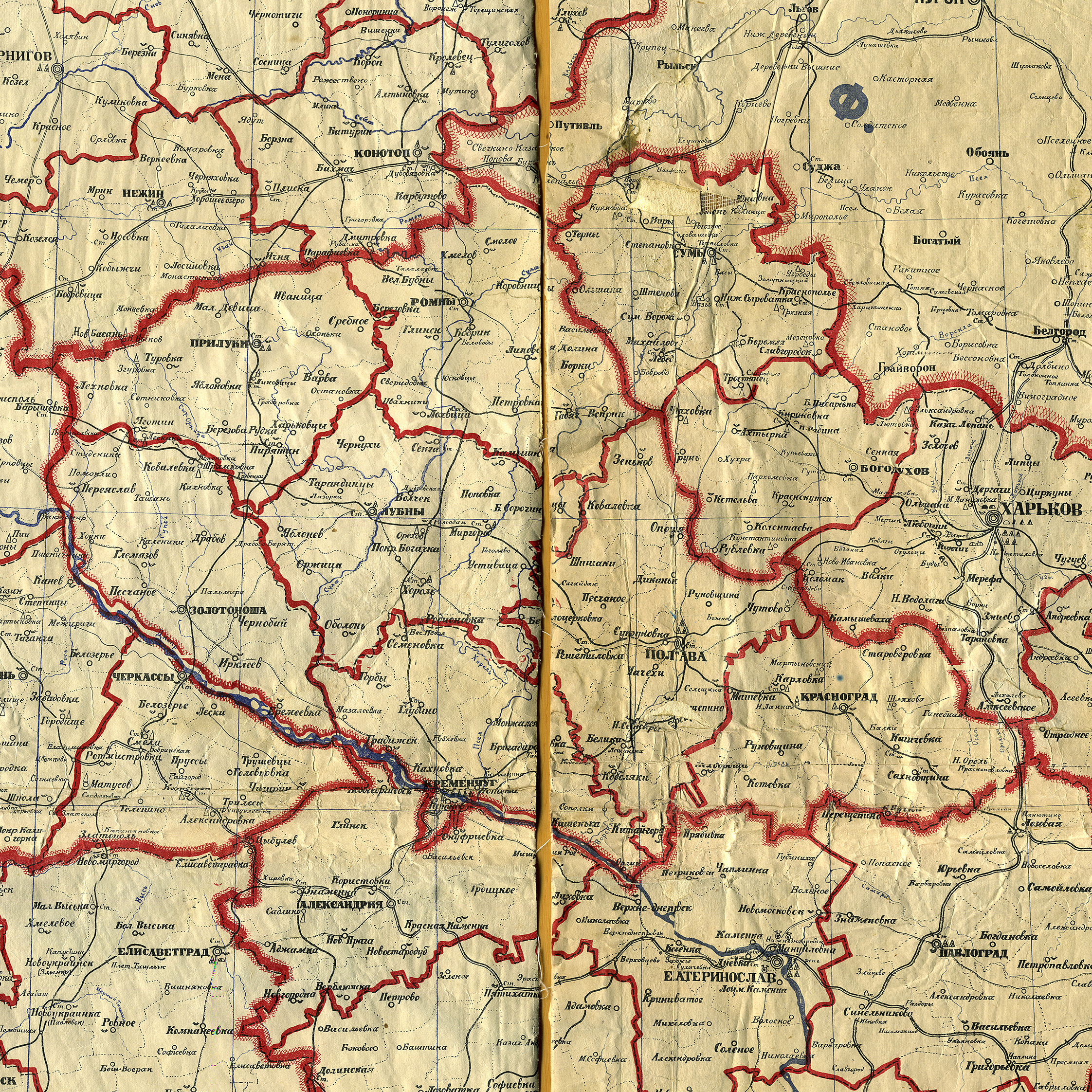
Красноградська округа на мапі Полтавської губернії, 1923
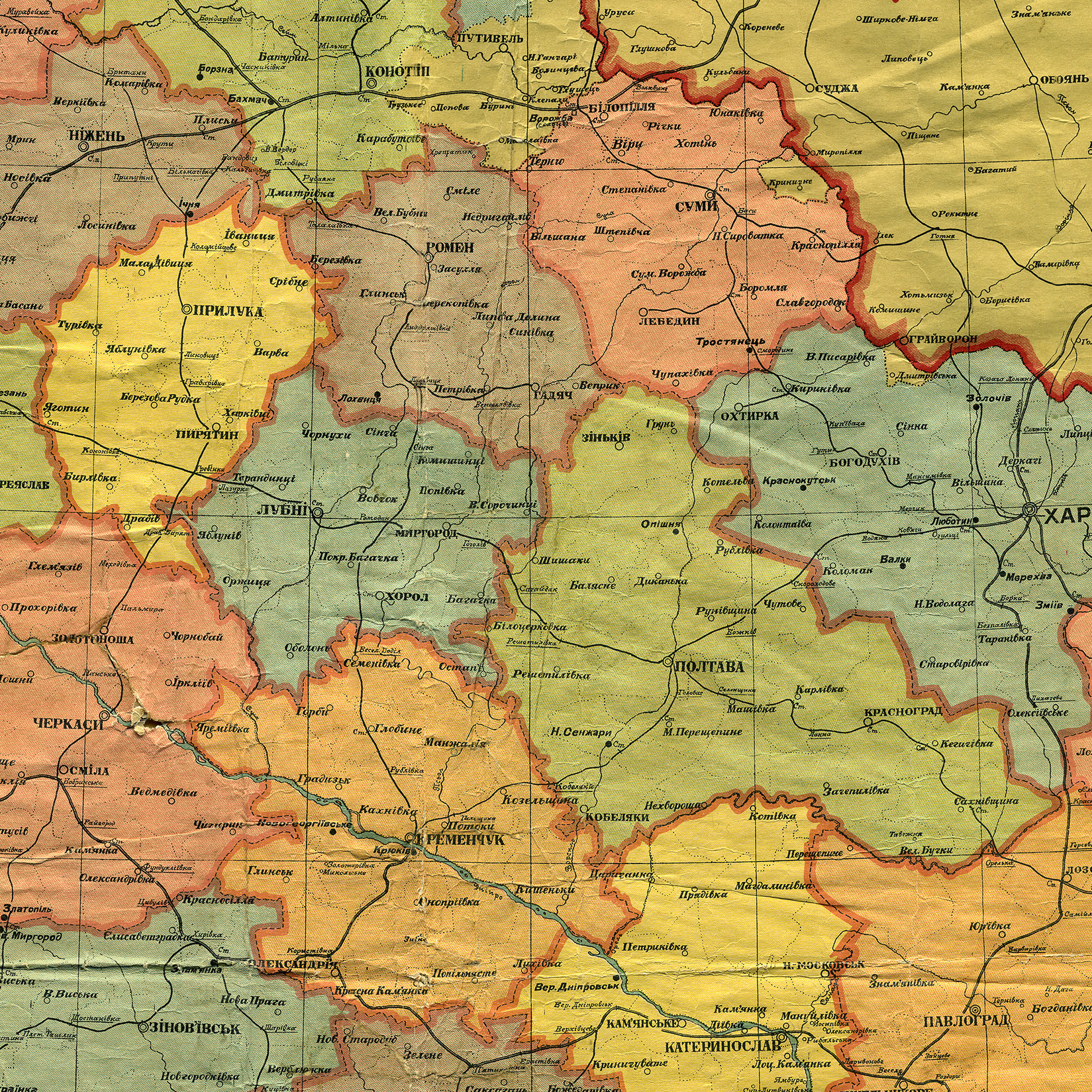
Карта території колишньої Красноградської округи, адміністративні межі станом на 1 жовтня 1925
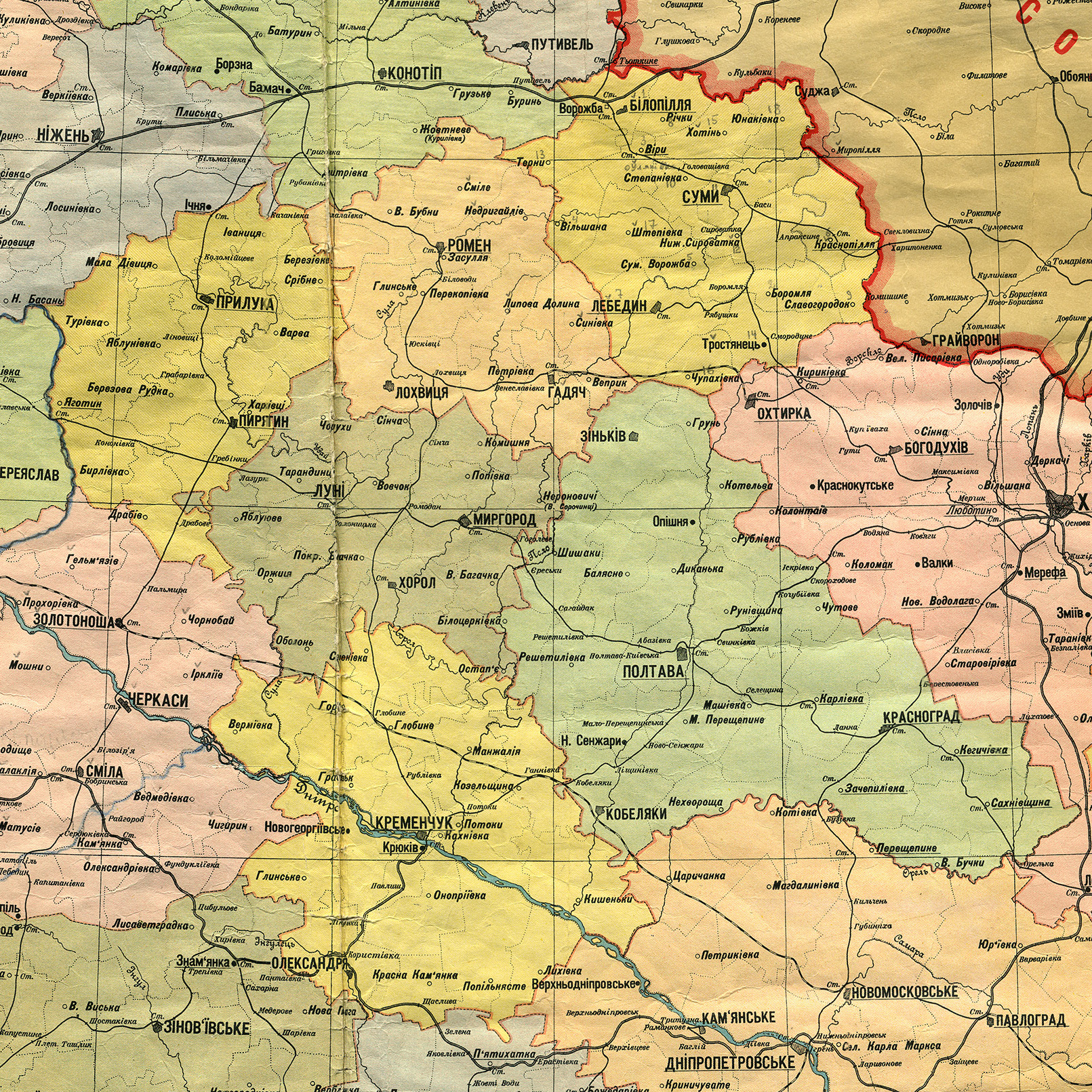
Карта території колишньої Красноградської округи, адміністративні межі станом на 1 березня 1927

## Керівники округи

### Відповідальні секретарі окружного комітетуКП(б)У
- Чувирін Михайло Євдокимович (1923—.08.1924)
- Насиров Василь Михайлович (.12.1924—.08.1925)

### Голови окружного виконавчого комітету
- Огій Яків Родіонович (1923—1924)
- Самойлов (1924)
- Троцюк Микита Савич (1924—1925)